# Bệnh dịch hạch thể phổi

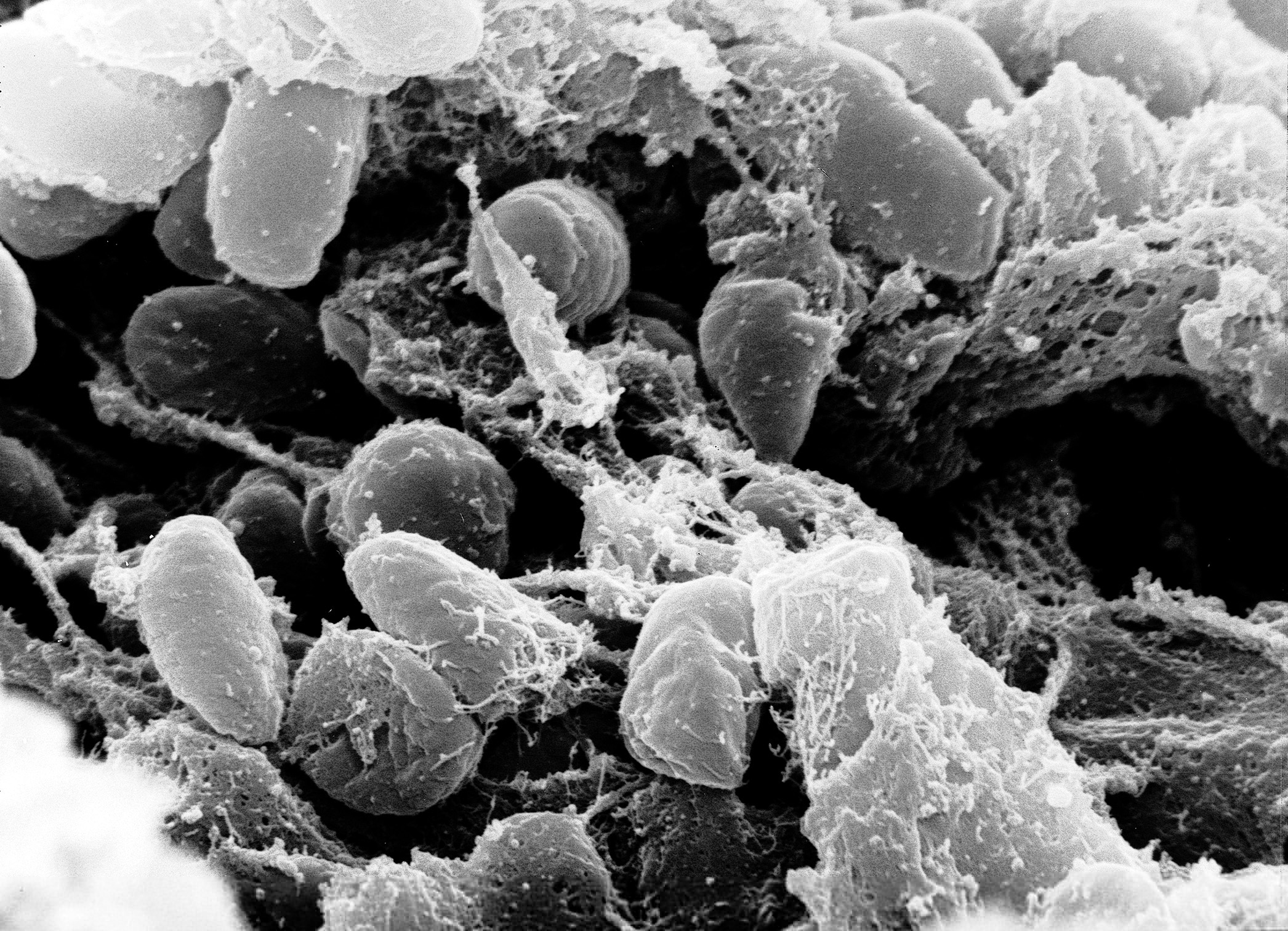
Một máy vi tính điện tử quét mô tả một khối lượng vi khuẩn Yersinia pestis.

Bệnh dịch hạch thể phổi là một bệnh nhiễm trùng phổi nghiêm trọng do vi khuẩn Yersinia pestis gây ra. Các triệu chứng bao gồm sốt, nhức đầu, khó thở, đau ngực và ho. Bệnh thường bắt đầu khoảng ba đến bảy ngày sau khi tiếp xúc. Đây là một trong ba dạng bệnh dịch hạch 
Dạng dịch hạch viêm phổi có thể xảy ra sau khi bị nhiễm trùng dịch hạch hoặc nhiễm trùng huyết ban đầu. Nó cũng có thể là do hít phải những giọt nước trong không khí từ người khác hoặc từ mèo bị nhiễm bệnh viêm phổi. Sự khác biệt giữa các dạng bệnh dịch hạch là vị trí nhiễm trùng; trong bệnh dịch hạch viêm phổi, nhiễm trùng ở phổi, trong bệnh dịch hạch bạch huyết thì nhiễm trùng ở hạch bạch huyết và trong bệnh dịch hạch máu thì nhiễm trùng trong máu. Chẩn đoán bằng cách xét nghiệm máu, đờm hoặc dịch từ một hạch bạch huyết.
Trong khi vắc-xin đang được nghiên cứu, ở hầu hết các quốc gia chúng chưa có sẵn trên thị trường. Phòng ngừa dịch này bằng cách tránh tiếp xúc với động vật gặm nhấm, người hoặc mèo bị nhiễm bệnh. Khuyến cáo những người bị nhiễm nên cách ly với người khác. Điều trị bệnh dịch hạch viêm phổi bằng kháng sinh.
Bệnh dịch hạch phổi có mặt trong số các loài gặm nhấm ở Châu Phi, Châu Mỹ và Châu Á. Bệnh dịch hạch viêm phổi nghiêm trọng và ít phổ biến hơn bệnh dịch hạch bạch huyết. Tổng số báo cáo của tất cả các loại bệnh dịch hạch trong năm 2013 là 783. Bệnh dịch hạch viêm phổi không được điều trị có tỷ lệ tử vong gần 100%. Một số người đưa ra giả thuyết rằng phiên bản viêm phổi của bệnh dịch hạch chủ yếu chịu trách nhiệm cho Cái chết đen dẫn đến khoảng 50 triệu người chết trong những năm 1300.